# Milovan Rajevac
Milovan Rajevac (Čajetina, 1954. január 2. –) jugoszláv válogatott labdarúgó, edző.

## Pályafutása
2021 szeptemberében a ghánai válogatott szövetségi kapitányának nevezték ki.

## Sikerei, díjai
- Ghána
  - Afrikai nemzetek kupája döntős: 2010